# Joseph Saucier
Joseph Saucier (* 24. Februar 1869 in Montreal; † 10. April 1941 ebenda) war ein kanadischer Sänger (Bariton), Chorleiter und Pianist.

## Leben und Wirken
Saucier hatte den ersten Klavierunterricht bei seinem Vater, dem Pianisten Moïse Saucier, und studierte dann bei Charles-Marie Panneton und Dominique Ducharme. Seinen ersten öffentlichen Auftritt hatte er im Alter von zehn Jahren. Achtzehnjährig nahm er Gesangsunterricht bei Paul Wiallard und Achille Fortier und trat als Solosänger in der Gesù Church und der St James’ Cathedral auf. 1897 wurde er Organist und Chorleiter an St-Louis du Mile-End.
Ende des Jahres 1897 ging Saucier nach Paris und studierte Gesang am Conservatoire de Paris bei Auguste-Jean Dubulle. Zur 50-Jahres Feier der Universität Laval sang er 1902 den Satan in Théodore Dubois’ Le Paradis perdu. 1903 wurde er Chorleiter an der Immaculée-Conception Church. 1907–08 und 1911–12 war er Präsident der Académie de musique du Québec. 1913 wirkte er als Solist an der Uraufführung von Alexis Contants Oratorium Les Deux Âmes mit.
Vor allem als Konzert- und Oratoriensänger bekannt hatte Saucier 1923 als Hohepriester in Samson et Dalila einen seiner wenigen Opernauftritte. Seine ersten Aufnahmen auf Wachszylinder aus dem Jahr 1904 zählen zu den ältesten Gesangsaufnahmen, die in Kanada entstanden. Bei Konzerten und Aufnahmen wurde Saucier häufig von seiner Frau Octavie Turcotte, eine Nichte und Schülerin Dominique Ducharmes begleitet. Ihr Sohn Jean Saucier wurde Neurologe und Geiger, der Enkel Pierre Saucier arbeitete als Kritiker für die Zeitung La Patrie. Der Geiger Marcel Saucier war ein Neffe Joseph Sauciers.